# سی ایکه‌نو
سی ایکه‌نو (انگلیسی: Sei Ikeno; ۲۴ فوریهٔ ۱۹۳۱ – ۱۳ اوت ۲۰۰۴) آهنگساز اهل ژاپن بود.